# Брела
Брела (хорв. Brela) — населений пункт і громада в Сплітсько-Далматинській жупанії Хорватії.

## Населення
Населення громади за даними перепису 2011 року становило 1703 осіб. Населення самого поселення становило 1575 осіб.
Динаміка чисельності населення громади:
Динаміка чисельності населення центру громади:

## Населені пункти
Крім поселення Брела, до громади також входить Горня Брела.

## Клімат
Середня річна температура становить 14,37 °C, середня максимальна – 25,84 °C, а середня мінімальна – 2,77 °C. Середня річна кількість опадів – 870 мм.
| Клімат поселення                              | Клімат поселення | Клімат поселення | Клімат поселення | Клімат поселення | Клімат поселення | Клімат поселення | Клімат поселення | Клімат поселення | Клімат поселення | Клімат поселення | Клімат поселення | Клімат поселення | Клімат поселення |
| Показник                                      | Січ.             | Лют.             | Бер.             | Квіт.            | Трав.            | Черв.            | Лип.             | Серп.            | Вер.             | Жовт.            | Лист.            | Груд.            |                  |
| Середній максимум, °C                         | 10,86            | 10,57            | 12,54            | 15,81            | 20,77            | 24,89            | 25,84            | 25,69            | 21,93            | 18,09            | 13,80            | 11,03            |                  |
| Середня температура, °C                       | 6,91             | 6,67             | 8,64             | 11,87            | 16,87            | 20,97            | 23,20            | 23,01            | 19,29            | 15,41            | 11,16            | 8,36             |                  |
| Середній мінімум, °C                          | 3,03             | 2,77             | 4,71             | 7,96             | 12,96            | 17,07            | 20,54            | 20,39            | 16,64            | 12,80            | 8,49             | 5,73             |                  |
| Норма опадів, мм                              | 80               | 68               | 74               | 74               | 60               | 52               | 35               | 51               | 72               | 96               | 112              | 96               |                  |
| Середньомісячна швидкість вітру, м/с          | 3.37             | 3.73             | 3.79             | 3.40             | 3.00             | 2.71             | 2.77             | 2.60             | 2.96             | 3.09             | 3.83             | 3.86             |                  |
| Середньомісячна сонячна радіація, кДж/м²·день | 5494             | 8232             | 11913            | 16299            | 20107            | 22942            | 24759            | 21731            | 16118            | 10460            | 5977             | 4663             |                  |
| --------------------------------------------- | ---------------- | ---------------- | ---------------- | ---------------- | ---------------- | ---------------- | ---------------- | ---------------- | ---------------- | ---------------- | ---------------- | ---------------- | ---------------- |
| Джерело:                                      |                  |                  |                  |                  |                  |                  |                  |                  |                  |                  |                  |                  |                  |